# 広島県道47号鞆松永線
広島県道47号鞆松永線（ひろしまけんどう47ごう ともまつながせん）は、広島県福山市を通る県道（主要地方道）である。

## 概要
広島県福山市鞆町鞆と福山市今津町4丁目を結ぶ。

### 路線データ
- 本線：（Google マップ、一方通行区間Google マップがあるため終点から起点に向けてたどっている。）
- 起点：福山市鞆町鞆（鞆支所前交差点、広島県道22号福山鞆線交点）
- 終点：福山市今津町4丁目（今津町3丁目交差点、国道2号〔広島県道54号福山尾道線重複〕・広島県道48号府中松永線交点）

## 歴史
- 1960年10月10日 - 広島県告示第682号により広島県道53号鞆松永線（一般県道）として認定される。
- 1966年5月1日 - 福山市・松永市両市が対等合併して改めて福山市が設置されたことに伴い、終点の地名表記が変更される（松永市今津町→福山市今津町）。
- 1972年11月1日 - 広島県の県道番号改正により広島県道180号鞆松永線となる。[要出典]
- 1976年4月1日 - 建設省（当時）告示第694号で主要地方道に認定される。
- 1993年（平成5年）5月11日 - 建設省から、県道鞆松永線が鞆松永線として主要地方道に再指定される[1]。
- 2005年2月1日 - 沼隈郡沼隈町が福山市に編入されたことに伴い、全区間が福山市域を通る路線になる。[要出典]
- 2010年3月25日 - 福山市松永町にJR山陽本線をオーバーパスする跨線橋が開通。この跨線橋を含む道路が新たに本路線に指定され、それに伴い終点も現在地に変更される。[要出典]
- 2025年3月30日 - 鞆未来トンネル（2.1 km）を含む、福山市鞆町2.3 kmが開通[2]。

## 路線状況
- 起点付近に上り方向（松永→鞆）への一方通行がある（時間制限あり）。
- 鞆町内は狭隘部分が多く、大型車の通行は困難である。市街地を架橋により迂回するバイパス計画も立てられたが、住民らの反対により頓挫した（詳細は鞆の浦埋立て架橋計画問題を参照のこと）。2020年には市街地を迂回する新たなトンネル計画が地元に示されており、2025年3月30日に鞆未来トンネルとして開通した[2]。

### 道の駅
- 道の駅アリストぬまくま - 山南川（さんながわ）の対岸、市道経由。

### トンネル

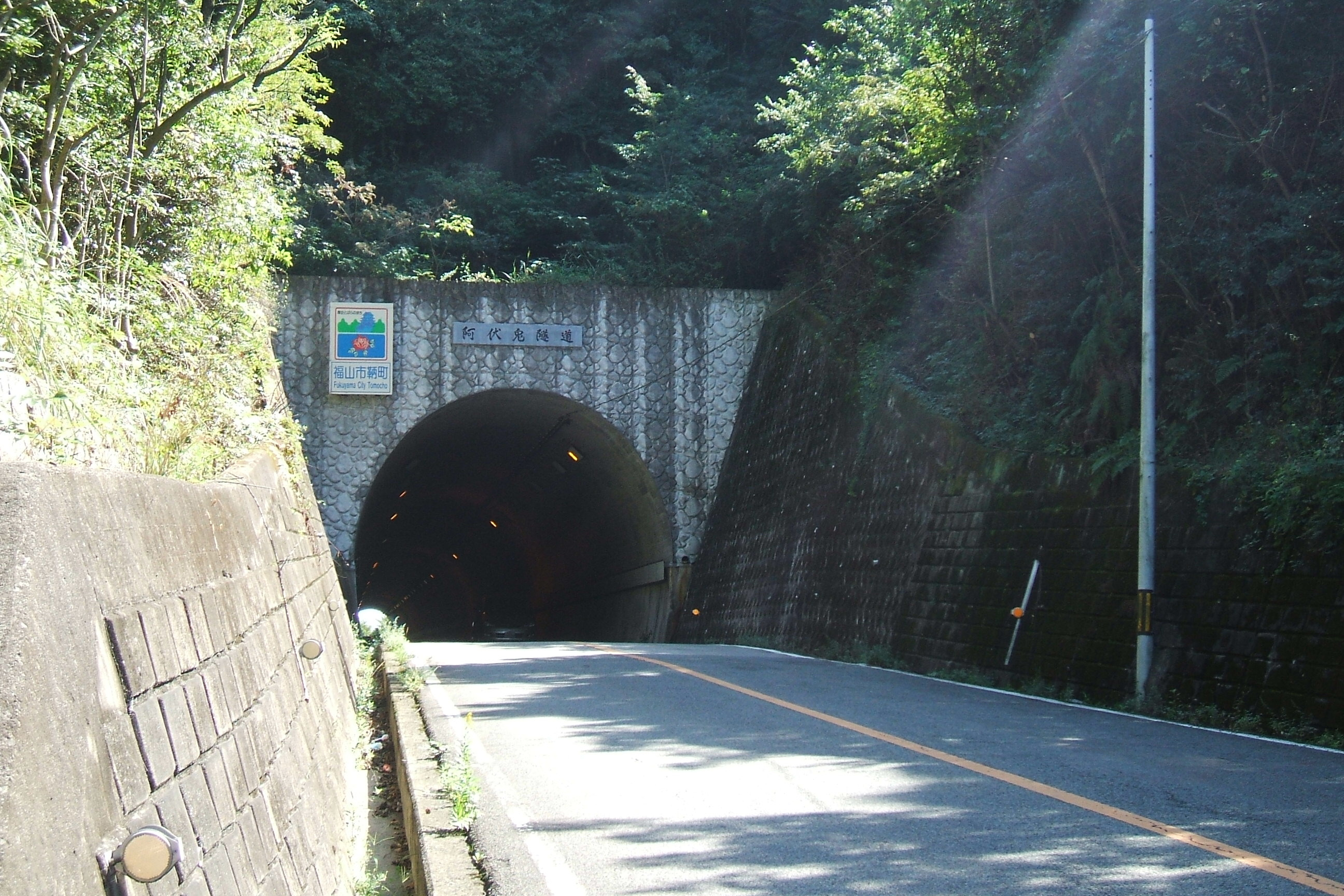
阿伏兎トンネル

- 鞆未来トンネル（福山市鞆町、延長：2.1 km）[2]
- 阿伏兎トンネル（福山市鞆町後地 - 福山市沼隈町能登原間、延長：250m）

## 地理

### 通過する自治体
- 福山市

### 交差する道路
- 広島県道22号福山鞆線（福山市鞆町鞆・鞆支所前交差点、起点）
- 広島県道251号後山公園洗谷線（愛称：福山グリーンライン）（福山市鞆町後地）
- 広島県道53号沼隈横田港線（福山市沼隈町草深・内海大橋入口交差点）
- 広島県道389号草深古市松永線（福山市沼隈町草深・福山市沼隈支所入口交差点）
- 広島県道72号福山沼隈線（福山市沼隈町下山南・平迫交差点）
- 広島県道389号草深古市松永線（福山市藤江町）
- 広島県道382号熊野松永線（福山市柳津町・新池五差路）
- 国道2号（広島県道54号福山尾道線 重複）・広島県道48号府中松永線（福山市今津町4丁目・今津町3丁目交差点、終点）

### 沿線にある施設など
- 福山市役所鞆支所
- 福山市沼隈支所
- 福山市沼隈図書館
- JR山陽本線 松永駅
- 福山市西部市民センター - 同一建物内に松永支所・松永公民館・松永図書館・勤労青少年ホームが集約されている。

### 名所・旧跡・観光地
- 鞆の浦
- 室浜海水浴場
- 阿伏兎（あぶと）観音（磐台寺）
- みろくの里
- 松永はきもの資料館

### 自然景観
- 沼隈半島

## 文化

### 並行する旧街道
- 鞆津往来